# アライアンス駅
アライアンス駅（英語：Alliance Station）は、オハイオ州アライアンスイースト・メイン・ストリート820にある駅。 バスの乗り換えが出来る。
無料の駐車場がある。

## 利用可能な鉄道路線／列車
アムトラックの停車する列車は下記の通り。
シカゴとワシントン間の夜行長距離列車キャピトル・リミテッド号…1日1往復停車